# 13 février aux Jeux olympiques de 2010
Pour un article plus général, voir Jeux olympiques d'hiver de 2010.
Le samedi 13 février aux Jeux olympiques d'hiver de 2010 est le deuxième jour de compétition.

## Programme
| Heure [[{{{2}}}]] ([[{{{1}}}]])               |               |
| bleu                                          | Cérémonie     |
| neutre                                        | Épreuve       |
| or                                            | Finale        |
| orange                                        | Petite finale |
| rose                                          | Reporté       |
| gris                                          | Annulé        |
| Compétition masculine                         | Hommes        |
| Compétition féminine                          | Femmes        |
| Compétition mixte (hommes et femmes mélangés) | Mixte         |
| Compétition en couple (1 homme et 1 femme)    | Couple        |
| modifier                                      |               |

| Horaire | Discipline Spécialité | Discipline Spécialité                                   | Discipline Spécialité | Phase                                  | Résultats | Références |
| ------- | --------------------- | ------------------------------------------------------- | --------------------- | -------------------------------------- | --------- | ---------- |
| 9:45    |                       | Saut à ski Petit tremplin individuel                    | Compétition hommes    | 1ère manche                            | -         | -          |
| 11:01   |                       | Saut à ski Petit tremplin individuel                    | Compétition hommes    | Finale                                 | -         | -          |
| 12:00   |                       | Hockey sur glace                                        | Compétition femmes    | Manche Préliminaire Groupe A - Match 1 | 3 - 0     | -          |
| 12:00   |                       | Patinage de vitesse 5000 mètres                         | Compétition hommes    | Finale                                 | -         | -          |
| 13:00   |                       | Biathlon 7,5 km sprint                                  | Compétition femmes    | Finale                                 | -         | -          |
| 16:30   |                       | Ski acrobatique Bosses                                  | Compétition femmes    | Qualifications                         | -         | -          |
| 17:00   |                       | Hockey sur glace                                        | Compétition femmes    | Manche Préliminaire Groupe A - Match 2 | 18 - 0    | -          |
| 17:00   |                       | Luge Simple                                             | Compétition hommes    | 1re manche                             | -         | -          |
| 17:00   |                       | Patinage de vitesse sur piste courte 1500m              | Compétition hommes    | Séries éliminatoires                   | -         | -          |
| 17:42   |                       | Patinage de vitesse sur piste courte 500 mètres         | Compétition femmes    | Séries éliminatoires                   | -         | -          |
| 18:18   |                       | Patinage de vitesse sur piste courte 1500m              | Compétition hommes    | Demi-finales                           | -         | -          |
| 18:50   |                       | Patinage de vitesse sur piste courte Relais 3000 mètres | Compétition femmes    | Demi-finales                           | -         | -          |
| 19:10   |                       | Luge Simple                                             | Compétition hommes    | 2e manche                              | -         | -          |
| 19:18   |                       | Patinage de vitesse sur piste courte 1500 mètres        | Compétition hommes    | Finale                                 | -         | -          |
| 19:30   |                       | Ski acrobatique Bosses                                  | Compétition femmes    | Finale                                 | -         | -          |

## Médailles du jour
- Pays organisateur (Canada)

| Rang  | Nation       | Or | Argent | Bronze | Total |
| ----- | ------------ | -- | ------ | ------ | ----- |
| 1     | États-Unis   | 1  | 1      | 2      | 4     |
| 2     | Corée du Sud | 1  | 1      | 0      | 2     |
| 3     | Pays-Bas     | 1  | 0      | 0      | 1     |
| 3     | Suisse       | 1  | 0      | 0      | 1     |
| 3     | Slovaquie    | 1  | 0      | 0      | 1     |
| 6     | Canada       | 0  | 1      | 0      | 1     |
| 6     | Allemagne    | 0  | 1      | 0      | 1     |
| 6     | Pologne      | 0  | 1      | 0      | 1     |
| 9     | Autriche     | 0  | 0      | 1      | 1     |
| 9     | Russie       | 0  | 0      | 1      | 1     |
| 9     | France       | 0  | 0      | 1      | 1     |
| Total | Total        | 5  | 5      | 5      | 15    |